# Lenka Marušková
Lenka Marušková (* 2. Februar 1985 in Pilsen als Lenka Hyková) ist eine ehemalige tschechische Sportschützin.

## Erfolge
Lenka Marušková nahm an drei Olympischen Spielen teil: bei den Olympischen Spielen 2004 in Athen belegte sie mit der Luftpistole den 16. Platz, während sie mit der Sportpistole das Finale erreichte. In diesem belegte sie mit 687,8 Punkten hinter Marija Grosdewa den zweiten Rang und erhielt somit die Silbermedaille. 2008 verpasste sie in Peking als 26. mit der Luftpistole und 20. mit der Sportpistole die jeweilige Finalrunde. Die Olympischen Spiele 2012 in London schloss sie mit der Luftpistole auf Rang acht sowie mit der Sportpistole auf Rang 13 ab. 2010 gewann sie bei den Weltmeisterschaften in München mit der Kombinationspistole jeweils Bronze in der Einzel- und der Mannschaftskonkurrenz.
Ihr Vater Vladimír Hyka war ebenfalls olympischer Sportschütze.